# Impressions Games
Impressions Games a fost un dezvoltator de jocuri video. Compania a fost fondată de David Lester în Marea Britanie. El a vândut-o către Sierra Entertainment în 1995, care a fost cumpărată apoi de Cendant și în cele din urmă de  Vivendi Universal (cunoscută acum ca Vivendi SA).
Impressions s-a axat pe jocuri de strategie cu teme istorice; și este cel mai notabilă pentru realizarea așa zisei City Building Series, care include Caesar, Pharaoh și Master of Olympus - Zeus.
Mike Ryder, fost președinte al Sierra Entertainment, a cerut o schimbare a managementului în octombrie 2001, în timpul dezvoltării jocului Lords of the Realm III. Rod Nakamoto a fost numit noul director.  Lords III (martie 2004) este ultimul joc video produs de Impressions, având parte de recenzii negative, fiind catalogat mediocru.
Studioul a fost închis în aprilie 2004 după ce Vivendi Universal a închis majoritatea studiourilor sale de dezvoltare a jocurilor. Majoritatea programatorilor au format Tilted Mill Entertainment (printre aceștia fiind Chris Beatrice și Peter Haffenreffer, cei mai notabili).

## Jocuri Impressions
| - Lords of the Realm III (2004) - Emperor: Rise of the Middle Kingdom (2002) - Master of Olympus - Zeus (2000) - Master of Atlantis - Poseidon (2001) - Acropolis (Compilație) - Pharaoh (1999) - Cleopatra: Queen of the Nile (Expansion Pack) - Caesar III (1998) - Caesar: Platinum Edition (1999) (Compilație cu primele trei jocuri Caesar) - Caesar II (1995) - Caesar (1992) - Lords of Magic (1997) - Lords of Magic: Legends of Urak (1998) (Expansion Pack) - Lords of Magic: Special Edition (1999) (Compilație) - Grant-Lee-Sherman: Civil War 2: Generals (1997) - Rise and Rule of Ancient Empires (1996) - Robert E. Lee: Civil War General (1996) - Lords of the Realm II (1996) - Lords of the Realm II: Siege Pack (1997) (Expansion) - Lords: Royal Collection (Compilație a Lords of the Realm, Lords of the Realm II & Siege Pack) - Spacebucks (1996) - Ultimate Soccer Manager (1995) - Ultimate Soccer Manager 2 (1996) - Ultimate Soccer Manager 98 (1998) - Casino De Luxe (1995) | - High Seas Trader (1995) - Powerhouse (1995) - Front Lines (1994) - Lords of the Realm (1994) - Cohort II (1993) - Detroit (1993) - The Blue and the Gray (1993) - WW2 Air Force Commander (1993) - Global Domination (1993) - Paladin II (1992) - Air Bucks (1992) - Air Force Commander (1992) - Conquest of Japan (1992) - Crime City (1992) - Charge of the Light Brigade (1991) - Cohort: Fighting For Rome (1991) - Kenny Dalglish Soccer Match (1990) - Breach 2 - Breach 3 - The Final Conflict - Merchant Colony - Paladin - Rorke's Drift - Rules of Engagement 2 - Twenty Wargame Classics - When Two Worlds War |

## Legături externe
- Profilul Companiei Impressions la Home of the Underdogs (arhive)